# Greatest Hits (Lenny Kravitz)
| Recensione | Giudizio |
| ---------- | -------- |
| AllMusic   |          |

Greatest Hits è la prima raccolta del cantante statunitense Lenny Kravitz, pubblicata il 20 ottobre 2000 dalla Virgin Records, contenente svariati singoli del cantante pubblicati durante la prima fase della sua carriera.

## Descrizione
In un'intervista l'artista dichiarò di aver scelto solo le canzoni che ebbero più successo nelle classifiche, a cui si aggiunge il singolo inedito Again, brano commissionato all'artista esplicitamente per la raccolta. L'album ha venduto in tutto il mondo oltre 10 milioni di copie.
Ha raggiunto il secondo posto della Billboard 200, stabilendo il miglior risultato di Kravitz nella classifica statunitense. Ha inoltre ottenuto la prima posizione in Italia con più di 500 000 copie.
È stato ristampato in edizione limitata per promuovere il tour del 2005, con l'aggiunta dei brani Dig In e Where Are We Runnin'?, presi rispettivamente da Lenny e Baptism, gli ultimi due album del cantante.

## Tracce

### Edizione standard
1. Are You Gonna Go My Way (da Are You Gonna Go My Way) - 3:30
2. Fly Away (da album 5) - 3:41
3. Rock and Roll Is Dead (da Circus) - 3:22
4. Again (inedito) - 3:49
5. It Ain't Over Till It's Over (da Mama Said) - 3:55
6. Can't Get You Off My Mind (da Circus) - 4:33
7. Mr. Cab Driver (da Let Love Rule) - 3:49
8. American Woman (da 5) - 4:21
9. Stand By My Woman (da Mama Said) - 4:16
10. Always On The Run (da Mama Said) - 3:57
11. Heaven Help (da Are You Gonna Go My Way) - 3:10
12. I Belong To You (da 5) - 4:17
13. Believe (da Are You Gonna Go My Way) - 4:50
14. Let Love Rule (da Let Love Rule) - 5:42
15. Black Velveteen (da 5) - 4:48

### Tour Edition
1. Are You Gonna Go My Way (da Are You Gonna Go My Way) - 3:30
2. Fly Away (da 5) - 3:41
3. Rock and Roll Is Dead (da Circus) - 3:22
4. Again (inedito) - 3:45
5. Dig In (da Lenny) - 3:43
6. It Ain't Over Till It's Over (da Mama Said) - 3:55
7. Can't Get You Off My Mind (da Circus) - 4:33
8. Mr. Cab Driver (da Let Love Rule) - 3:49
9. American Woman (da 5) - 4:21
10. Where Are We Runnin'? (da Baptism) - 2:40
11. Stand By My Woman (da Mama Said) - 4:16
12. Always On The Run (da Mama Said) - 3:57
13. Heaven Help (da Are You Gonna Go My Way) - 3:10
14. I Belong To You (da 5) - 4:17
15. Believe (da Are You Gonna Go My Way) - 4:50
16. Let Love Rule (da Let Love Rule) - 5:42
17. Black Velveteen (da 5) - 4:48

L'edizione speciale contiene anche 6 video:
1. Always On The Run
2. Are You Gonna Go My Way
3. Fly Away
4. American Woman
5. Dig In
6. Where Are We Runnin'?

## Classifiche
| Classifica (2000) | Posizione massima |
| ----------------- | ----------------- |
| Australia         | 14                |
| Austria           | 1                 |
| Belgio (Fiandre)  | 8                 |
| Belgio (Vallonia) | 11                |
| Canada            | 2                 |
| Danimarca         | 14                |
| Finlandia         | 1                 |
| Francia           | 1                 |
| Germania          | 2                 |
| Giappone          | 5                 |
| Italia            | 1                 |
| Norvegia          | 6                 |
| Nuova Zelanda     | 2                 |
| Paesi Bassi       | 4                 |
| Polonia           | 3                 |
| Portogallo        | 34                |
| Regno Unito       | 12                |
| Spagna            | 38                |
| Stati Uniti       | 2                 |
| Svezia            | 5                 |
| Svizzera          | 2                 |